# 施柏宇
施柏宇（英語：Patrick Shih，1996年8月9日—），台灣男演員及模特兒，模特兒出身的他，因在CHOCO TV自製網路劇《HIStory2：越界》中飾演王振武一角而為人所知，開始了演員生涯，並於2019年出演台灣偶像劇《想見你》中的莫俊傑一角而人氣急升。施柏宇出道時所屬經紀公司伊林娛樂，2023年則離開並創立個人工作室。

## 經歷

### 演藝經歷
2015年被媽媽報名伊林娛樂主辦的「伊林璀璨之星」選秀，並順利入行出道。身高184公分的他原本報名模特兒組，但在進公司後被發現有演員特質便被分進演員組。
2016年7月，施柏宇前往中國大陸北京拍攝他的第一部網劇《電競紀元》，劇中將擔任男主角。由於非科班出身，加上他的表演課還沒上完便來拍劇，且在中國大陸拍劇模式緊湊，他曾倍感壓力，但也因這段經歷而確定了他選擇往演藝圈發展的道路。該劇最後於同年12月開播，他在劇中的表現也收到了好評。
回台後休學一年入伍；當時入伍梯次為2017年5月陸軍軍訓0057，退伍後出演同志網劇《HIStory2：越界》而被大家認識。
2019年11月17日，出演中視、衛視中文台電視劇《想見你》與許光漢共同擔任男主角，「莫俊傑」一角使他開始走紅 。
2020年6月21日，以助陣學長嘉宾的名義參與騰訊視頻真人秀節目《創造營2020》，與學員身分徐藝洋組的舞台上《怪女孩 Miss Freak》進行表演。
2022年12月30日，參演電影版《想見你》在台灣上映，累積票房衝破1億台幣，受到台灣、香港及韓國等地觀眾的歡迎。

## 影視作品

### 電視劇／網路劇
| 首播日期       | 頻道                | 劇名                   | 角色     | 備註     |
| 2016年12月30日 | 騰訊視頻            | 《電競紀元》           | 南柯     | 網絡短劇 |
| 2018年3月6日   | CHOCO TV            | 《HIStory2：越界》     | 王振武   |          |
| 2019年11月17日 | 中视主频 衛視中文台 | 《想見你》             | 莫俊傑   |          |
| 2021年         | 抖音                | 《做夢吧！晶晶》       | 錦鲤男友 | 網絡短劇 |
| 2021年         | 愛奇藝              | 《循環初戀》           | 葉佑寧   |          |
| 2023年         | Disney+             | 《台灣犯罪故事－出軌》 | 林學文   |          |
| 2025年         |                     | 《同棲散策》           |          |          |
| 2025年         |                     | 《微醺大飯店1980s》    |          |          |

### 綜藝節目
| 播出日期               | 頻道     | 節目名稱                | 備註                   |
| 2020年7月16日－8月16日 | 腾讯视频 | 《超新星运动会 第三季》 | 演员组运动员           |
| 2020年10月2日－12月5日 | 腾讯视频 | 《演員請就位第二季》    | 市场定位S级 最終排名15 |
| 2023年6月23日          | 浙江衛視 | 《奔跑吧 (第十一季)》   | 第十期飛行嘉賓         |

### 電影
| 首映日期 | 片名                   | 角色   | 導演   | 備註     |
| 2022年   | 《好想去你的世界爱你》 | 高昂   | 孫琳   |          |
| 2022年   | 《怪談》               | 沈文杰 |        | 網絡電影 |
| 2022年   | 《想見你》             | 莫俊傑 | 黃天仁 |          |
| 2023年   | 《女鬼橋2：怨鬼樓》    | 連凱   | 奚岳隆 |          |
| 2025年   | 《夏日最後的祕密》     | 顏立堯 | 邱晧洲 |          |

### 網路短片
| 年份 | 名稱                                     | 備註           |
| ---- | ---------------------------------------- | -------------- |
| 2017 | 吃醋女孩的困擾-只有妳知道                | 噪咖           |
| 2017 | 購物狂女孩的困擾-只有妳知道              | 噪咖           |
| 2017 | 施柏宇 白話文大挑戰                      | Eelin Cue 模們 |
| 2018 | 冬天的各種困擾-只有妳知道                | 噪咖           |
| 2018 | 施柏宇patrick快問快答                    | Eelin Cue 模們 |
| 2018 | 輔大新莊美食 施柏宇帶你吃透透-你混哪裡的 | 17video        |

### 音樂錄影帶
| 年份   | 演唱者 | 歌曲       |
| ------ | ------ | ---------- |
| 2020年 | 魏嘉瑩 | 他從不掙扎 |

### 廣告
| 年份   | 作品                                          |
| ------ | --------------------------------------------- |
| 2016年 | 遠傳電信《遠傳新4.5G 三頻為王，才是真的快！》 |
| 2018年 | BBGame《新神鵰俠侶》2019年金庸正版武俠手遊    |

## 外部連結
- 施柏宇的Facebook專頁
- 施柏宇的Instagram帳戶
- 施柏宇的新浪微博